# تطويع الأجساد حسب الجنس
تطويع الأجساد حسب الجنس هي محاولة مطابقة أو تطويع جسد الشخص ليتناسب مع معايير المجتمع وتطلعاته.
هناك العديد من الطرق التي يمارس من خلالها المحافظة علي معايير ثنائية غير متجانسة، التي تتضمن الخيارات الجنسية للإناث أو الذكور. الممارسات الجسدية الشائعة أو الإيماءات تمتزج مع التوقعات الجنسية مما يجعله من الصعب الانتباه إالي تلك الممارسات. من أمثلة ممارسات المعايير الثنائية الغير متجانسة : الجاذبية الجنسية، المساحة المجسمة والحركة الجسدية أو لغة الجسد.